# Ophelia Lovibond
Pour les articles homonymes, voir Lovibond.
Ophelia Lucy Lovibond, née le 19 février 1986 à Londres, est une actrice britannique.

## Biographie
Elle a grandi dans le quartier de Shepherd's Bush à Londres. Elle est fille unique. Elle étudie le théâtre au Young Blood theatre company à Hammersmith.
Elle étudie à l'université du Sussex, en littérature anglaise, elle est diplômée en 2005.

## Filmographie

### Cinéma

#### Longs métrages
- 2005 : Oliver Twist de Roman Polanski : Bet
- 2006 : La Croisade en jeans (Crusade in Jeans) de Ben Sombogaart : Isabella
- 2007 : Popcorn de Darren Fisher : Katerina
- 2009 : Shadows in the Sun (en) de David Rocksavage : Kate
- 2009 : Nowhere Boy de Sam Taylor-Wood : Marie
- 2010 : London Boulevard de William Monahan : Penny
- 2010 : Chatroom de Hideo Nakata : Charlotte
- 2010 : 4.3.2.1 de Noel Clarke et Mark Davis : Shannon
- 2011 : Turnout de Lee Sales : Sophie
- 2011 : Sex Friends (No Strings Attached) de Ivan Reitman : Vanessa
- 2011 : Mr. Popper et ses pingouins (Mr. Popper's Penguins) de Mark Waters : Poppy
- 2012 : 8 Minutes Idle de Mark Simon Hewis : Teri
- 2013 : A Single Shot de David M. Rosenthal : Abbie
- 2014 : Les Gardiens de la Galaxie (Guardians of the Galaxy) de James Gunn : Carina
- 2015 : Man Up de Ben Palmer : Jessica
- 2015 : Gozo de Miranda Bowen : Lucille
- 2016 : Tommy's Honour de Jason Connery : Meg Drinnen
- 2016 : The Jane Doe Identity (The Autopsy of Jane Doe) de André Øvredal : Emma
- 2019 : Rocketman de Dexter Fletcher : Arabella
- 2020 : Timmy Faillure de Tom McCarthy : Patty Faillure
- 2024 : Here de Robert Zemeckis : Stella Beekman

#### Courts métrages
- 2009 : Bottle de Farren Blackburn : Sam
- 2012 : Epiphany de Darin McLeod : Jenny
- 2014 : Exit Log de Gary Freedman : Hannah
- 2016 : Things That Fall from the Sky de Catherine Linstrum : Connie
- 2016 : FlySpy de Daniel M. Smith : Haley

### Télévision

#### Séries télévisées
- 2000 : The Wilsons : Poppy Wilson (6 épisodes)
- 2003 : Single : Rachel Barton (6 épisodes)
- 2005 : Nathan Barley (en) : Mandy (1 épisode)
- 2005 : Casualty : Jude Greer (1 épisode)
- 2003 et 2007 : The Bill : Carly Flint / Serena Black (3 épisodes)
- 2006-2007 : Holby City : Jade McGuire (9 épisodes)
- 2007 : Heartbeat (UK TV series) (en) : Charlie Prentice (1 épisode)
- 2008 : Messiah : Lucy Waite (2 épisodes)
- 2008 : Delta Forever : Roxy (1 épisode)
- 2009 : Inspecteur Lewis : Jessica Rattenbury (1 épisode)
- 2009 : FM : Daisy (6 épisodes)
- 2012 : Titanic : De sang et d'acier (Titanic : Blood and Steel) : Kitty Carlton (10 épisodes)
- 2012 : The Poison Tree (mini-série) : Biba Capel (2 épisodes)
- 2014 : Mr. Sloane (en) : Robin (6 épisodes)
- 2014 : Inside No. 9 : Rachel (1 épisode)
- 2014-2015 : W1A : Izzy Gould (8 épisodes)
- 2014-2015, 2017 : Elementary : Kitty Winter (14 épisodes)
- 2016 : Hooten & the Lady : Lady Alex Spencer-Parker (8 épisodes)
- 2019 : Whiskey Cavalier : Emma Davies (4 épisodes)
- 2022 : Minx : Joyce (10 épisodes)
- 2022 : This England (mini-série) : Carrie Symonds

#### Téléfilms
- 2003 : Loving You de Jean Stewart : Alice